# Honky tonk
Pour les articles homonymes, voir Honky tonk (homonymie).

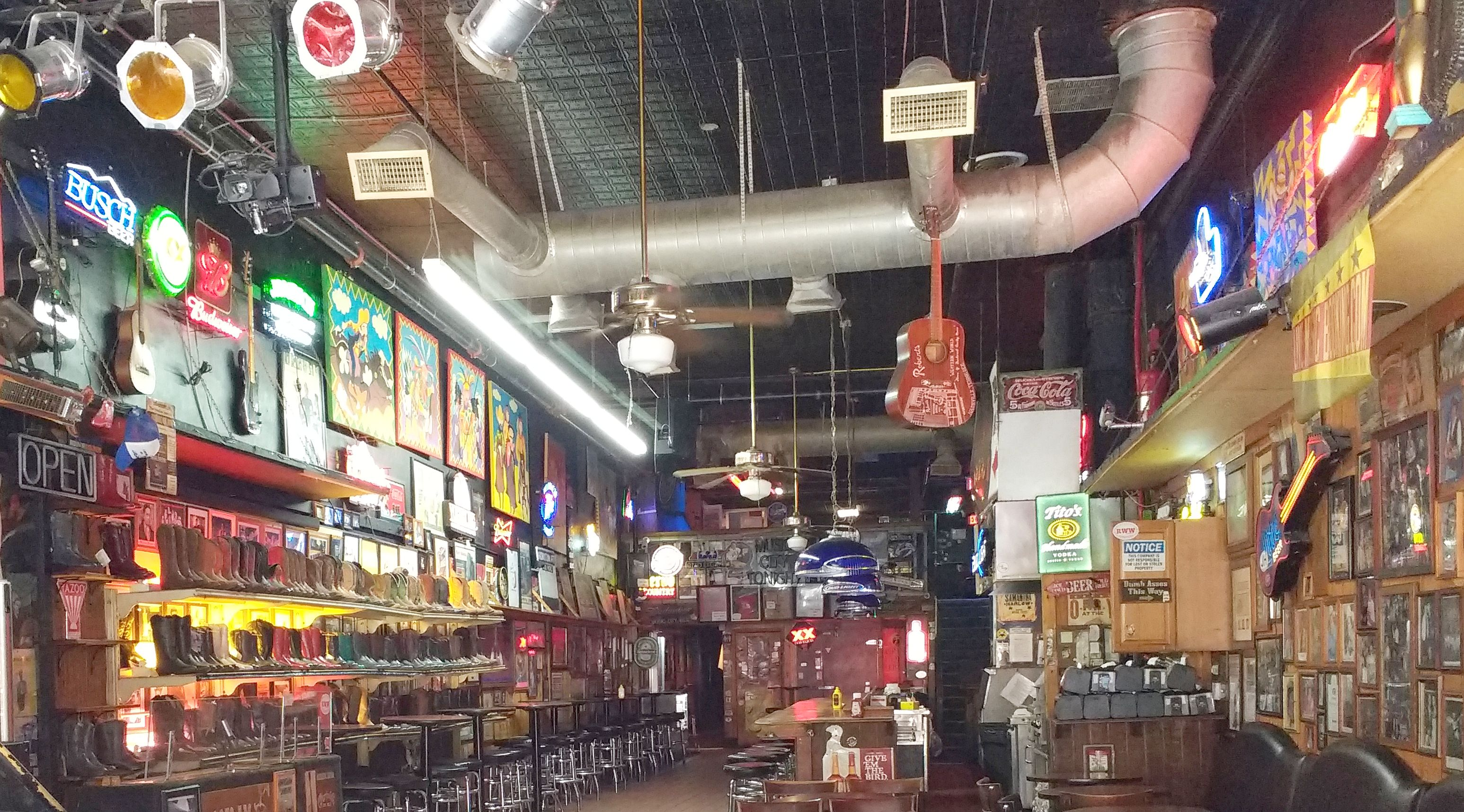
Un bar honky tonk à Nashville (Tennessee).

Un honky tonk est un type de bar commun dans le sud-ouest, et plus généralement le sud des États-Unis. Ces bars sont également appelés honkatonks, honkey-tonks, tonks ou tunks. Ils sont destinés aux divertissements musicaux : piano, concerts de petits groupes de country ou piste de danse.
Honky tonk est aussi le nom donné au style de musique country, opposé au bluegrass, né dans ces établissements, et à un style de piano affilié.

## Historique
La musique tonk est née dans les années 1930, en particulier en Oklahoma, au Texas et dans les territoires indiens [Quoi ?]. Le style s'est rapidement répandu sur la côte ouest des États-Unis. Bien que créé en opposition avec la country traditionnelle, il en est venu, surtout à partir des années 1950, à s'imposer comme standard de la country.
En effet, la musique country des origines est plutôt rurale (Appalaches, Nord et Nord-Est des États-Unis), et centrée sur des valeurs religieuses et familiales. Le honky tonk, en revanche, est apparu dans un contexte urbain. Il partage un certain nombre de traits avec la country, dont le rythme binaire et surtout un chant souvent rauque, plaintif et nasal. En revanche, il parle plus volontiers des plaisirs qu'offre la vie en ville (frénésie des clubs), mais aussi de ses vicissitudes (souffrance, alcoolisme, solitude et ruptures amoureuses). Le but principal du honky tonk est de s'amuser, boire, danser et divertir le peuple (working class) durant le week-end. Ceci, associé au caractère des bars (parfois fréquenté par des entraîneuses) et au puritanisme américain, a valu au style d'être perçu comme immoral.
Nombre de petits théâtres de variété, équipés d'un bar, sont aussi appelés tonks. Plus généralement, les honky tonks sont l'équivalent pour les Blancs américains des juke-joints, qui étaient alors exclusivement fréquentés par les Noirs.
Si la musique tonk est née dans les années 1930, son essor eut lieu pendant la Seconde Guerre mondiale. Elle devint alors très populaire, au point que les clichés qui la caractérisent aujourd'hui dans l'imaginaire collectif (alcoolisme de ses interprètes, etc.) sont en fait issus du tonk. Avec l'apparition de nouvelles musiques, comme le Nashville sound, le rockabilly et le rock'n'roll, le honky-tonk décline progressivement à partir de la fin des années 1950. Un certain nombre de titres lui rendent cependant hommage, à commencer par Honky Tonk Women (1969) des Rolling Stones, qui aurait été au départ écrite comme « une véritable chanson country des années 1930 dans le style de Hank Williams et Jimmie Rodgers ».

## Caractéristiques musicales
Le honky tonk utilise comme instruments principaux la guitare folk, le violon (appelé fiddle et non pas violin dans le jargon de la country) et le chant.

### Piano honky tonk
Le piano honky tonk est fortement inspiré du ragtime. Le ragtime se caractérise par les polyrythmies héritées des musiques africaines. La main gauche du pianiste y joue les notes basses, pendant que la main droite joue une mélodie syncopée. L'auditeur perçoit donc la musique comme s'il y avait un décalage entre les deux phrases musicales qui se superposent.
Le piano honky tonk est donc basé sur le même principe, si ce n'est que la mélodie y occupe une place moins importante. En effet, nombre de pianos présents dans les bars tonks étaient désaccordés, ou avaient perdu des touches.
Plus tard, le ragtime et le tonk inspireront le style boogie-woogie.

## Artistes célèbres
- Hank Williams (artiste le plus emblématique de ce mouvement à qui l'on doit notamment la chanson Jambalaya on the Bayou)
- George Jones
- Floyd Tillman
- George Strait
- Alan Jackson
- Honky Tonk Angels (Dolly Parton, Loretta Lynn, Tammy Wynette)
- Ernest Tubb
- Lefty Frizzell
- Johnny Horton
- Tony Joe White
- Mark Chesnutt

## Chansons emblématiques
- Lovesick Blues
- Honky-Tonk Blues
- Jambalaya
- Baby We're Really In Love
- Walking the Floor Over You
- Goodnight Irene
- If You've Got the Money, I've Got the Time
- I Want to be With You Always
- Always Late
- Saginaw, Michigan
- She's Gone, Gone, Gone
- Watermelon Time in Georgia
- Honky Tonk Woman
- Honky Tonk Badonkadonk

## Dans la culture populaire
Le style honky tonk n'est pas un style aux frontières clairement établies. Aussi, c'est un style de country qui inspirera nombre d'artistes, du blues au rock 'n' roll.
- Honky Tonk Women des Rolling Stones
- Honkytonk Man (1982), film de et avec Clint Eastwood ainsi que son fils Kyle Eastwood
- Honky Tonk de Bill Doggett, qui figure dans la bande-originale du film Blue Velvet de David Lynch, et qui a notamment été reprise par les Beach Boys dans leur album Surfin' USA (1963)
- Hey Good Lookin' de Hank Williams disponible sur une radio fictive K-Rose du jeu Grand Theft Auto: San Andreas
- Né dans le Bayou de Francis Cabrel
- Honky Tonk du chanteur Arno, sortie l'album Charles Ernest

- Honky Tonk, album de Sanseverino sorti en 2013

- Honky Tonk Freeway, film musical de John Schlesinger,  sorti en 1981